# Štefan Marko Daxner
Štefan Marko Daxner (26. prosince 1822, Tisovec, Malohont, Gemersko-malohontská župa, Uhersko – 11. dubna 1891, Tisovec, Uhersko) byl slovenský šlechtic, politik, právník, ekonom, publicista a národní buditel. Patřil ke štúrovské generaci. Pochován je na Národním hřbitově v Martině.
Byl iniciátorem celonárodního shromáždění v Liptovském Svätém Mikuláši, které se uskutečnilo v roce 1848. Také byl spolutvůrcem Žádostí slovenského národa, iniciátorem Slovenského národního shromáždění v Turčianském svätém Martině v roce 1861, hlavním tvůrcem Memoranda národa slovenského a byl členem slovenského spolku Tatrín. Zakládal spolky mírnosti, nedělní školy a také se zasloužil o hospodářský rozvoj regionů.

## Životopis
Studoval na latinské škole v Ožďanech, ve Spišské Nové Vsi, na gymnáziu v Rožňavě a v letech 1840-42 na Evangelickém lyceu v Bratislavě. V následujících dvou letech absolvoval právnické lyceum v Prešově a roku 1846 úspěšně složil advokátskou zkoušku v Pešti.
V Pešti pracoval po boku Alexandra Vrchovského jako zastupující notář církve evangelické slovenské a v roce 1846 složil advokátní zkoušku.
27. března 1848 se v Liptovském Sv. Mikuláši se sešel Daxner spolu s Hodžou, Štefanovičem, Franciscim a Hroboněm, aby připravili tzv.. Liptovské žádosti. Součástí dokumentu je žádost o výuku ve slovenštině, ale i její používání na úřadech a soudech či účast lidu v zastupitelských orgánech a uherském sněmu. Liptovské žádosti se spolu s Nitranskými žádostmi staly východiskem pro Žádosti slovenského národa, na jejichž koncipování měl velký podíl Štefan Marko Daxner. Lukáš Perný připomíná, že tento dokument obsahuje významné národní, demokratické a pokrokově-liberální, jakož i národně-hospodářské a sociální motivy. Žádosti byly odmítnuty podobně jako požadavky Srbů a Rusínů.
Jako právník a úředník působil ve více župách: advokátní koncipient v Rimavské Sobotě a Tisovci. V roce 1846 jako advokát v Tisovci.
V revolučních letech 1848–1849 byl vůdcem slovenského odporu. Josef Pekař uvádí, že: "Vláda maďarská začala vůdce slovenského odporu (náleželi k nim také Štěpán Daxner a Jan Francisci v Miškovci) stíhat žaláři a rozsudky smrti." Po propuštění bojoval jako dobrovolník proti maďarské revoluční armádě.
V roce 1850 byl zástupcem státního komisaře Gemersko-malohontské župy v Rimavské Sobotě.
V roce 1859 pracoval jako rádce župního soudu v Nagykálló, o dva roky později působil jako druhý podžupan Gemersko-malohontské župy v Rimavské Sobotě.
Z jeho popudu svolali v červnu 1861 národní shromáždění do Turčianského Svatého Martina. Předložil tam memorandový národní program, jehož byl autorem. Jak připomíná Marián Gešper: „Autorem memoranda byl ideolog národního hnutí Štefan Marko Daxner, spoluzakladatel Matice slovenské, ale i Slovenské národní strany. Memorandum žádalo především uznání Slováků za svébytný politický národ, vytvoření Hornouhorského slovenského okolí, které by spravovali Slováci, slovenské jazykové požadavky a založení Matice slovenské. Zanedlouho po Memorandu následovalo ještě konkrétnější Vídeňské memorandum předložené 12. prosince 1861 slovenskou politickou reprezentací přímo císaři Franzi Josefu I." Lukáš Perný uvádi, že podobně jako Žádosti slovenského národa, i Memorandum národa slovenského, patří k nejpokrokovějším slovenským politickým a sociálním dokumentům 19. století, který má jak národní, demokratické, liberální motivy, tak motivy národně-hospodářské, kulturní a sociální. V osvícenském duchu, o který se zasloužil zejména Rousseauem inspirovaný Daxner, končí tento dokument slovy: „…jedna, svobodná, konstitucionální vlast a v ní svoboda, rovnost a bratrstvo národů!“
Roku 1865 se stal přísedícím směnkového soudu v Debrecínu.
Od roku 1874 hospodařil na rodinném majetku v Tisovci.

## Tvorba

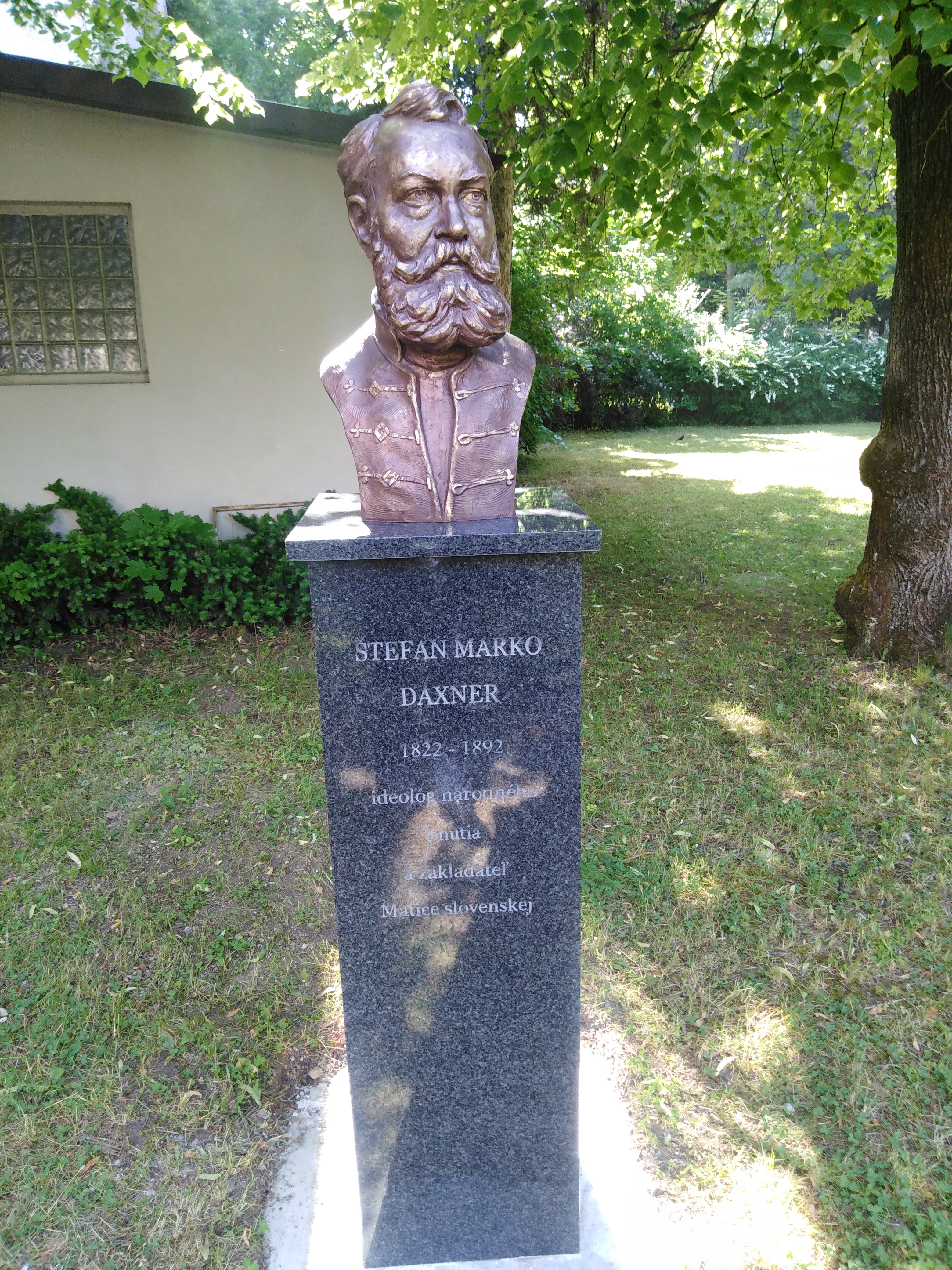
Busta Štefana Marka Daxnera v Aleji národních dejatelů, Martin, Slovensko

Na náměty slovenského lidového folkloru psal básně i prózu.
Daxner založil už na bratislavském lyceu humoristický časopis Buben a psal také balady a drobné prózy. V Tisovci spolupracoval v Hospodářském spolku s A. H. Škultétym a J. Čipkem; založili veřejnou čítárnu; a na poli literárním sbírají prostonárodní pověsti a tvoří zábavník pro děti - Zornička. Se Škultétym a Krajkou zdokumentoval lidové pověsti a pohádky v Codexu tisovském.

### Sociálně-filosofické a filozoficko-právní postoje
Dalimír Hajko uvádí že „všechny Daxnerovy politické úvahy publikované v tisku byly bezprostředně spojeny především s otázkami praktické etiky a filozofickými otázkami práva, protože právě tyto problémové oblasti se nejaktuálněji spojovaly s národním emancipačním procesem…“ Rudolf Dupkala připomíná, že Daxner navazoval – v dílech jako Statoprávní otázky, Slovenský demokratismus, Strany politické, O rovnoprávnosti národní, O národnosti - na štúrovské chápání národa, koncepci společenské smlouvy podle J. J. Rousseaua (společenský kontrakt) a Velkou francouzskou revoluci. Lukáš Perný zdůrazňuje, že Daxner transformoval Rousseuovu myšlenku rovnosti mezi lidmi na myšlenku rovnosti mezi národy a také dodává, že Daxner patřil k nejpokrokovějším sociálním filozofům a filozofům práva ve slovenském 19. století..

### Pocta
V roce 2022 mu Matice slovenská u příležitosti Roku odkazu štúrovců odhalila bustu v aleji národních dejatelů před budovou Matice slovenské v Martině za přítomnosti předsedy NRSR Borisa Kolláře, předsedy Matice slovenské Mariána Gešpera, poslanců NRSR a regionálních politiků.

## Díla
- 1861 – Hlas zo Slovenska
- 1868 – Slovaki i slovenskoje okolie v Ugorščine (In: Žurnal Ministerstva narodnogo prosveščenija, 1868, s. 555-645.)
- 1892 – Po roku 1849 (In: Slovenské pohľady, 12, 1892, s. 305-315, 321-334, 385-398, 449-462.)
- 1899 – Vlastný životopis (In: Slovenské pohľady, 19, 1899, č. 3, s. 129-139, č. 4, s. 185-190.)
- 1958 – V službe národa[9]